# خالد الشبيلي
خالد بن أحمد بن محمد الشبيلي (9 سبتمبر 1951 - 12 نوفمبر 1996) هو طيار سعودي وقائد الرحلة 763 التابعة لشركة الخطوط الجوية العربية السعودية والتي تحطمت في طريقها من العاصمة نيودلهي في الهند متجهةً إلى مدينة الظهران في المملكة العربية السعودية.